# مارتن تايلور
السير مارتن جون تايلور Sir Martin John Taylor زميل الجمعية الملكية وهو أستاذ في الرياضيات البحتة في جامعة مانشيستر. ولد في ليستر عام 1952 ، حصل على شهادة الدكتوراة من معهد الملك في لندن في الرياضيات عام 1976.
كان يقوم بأبحاث تتعلق بالأعداد الجبرية، أما مؤخراً فقد أدت به دراسته إلى دراسة بعض المحاور في الهندسة الحسابية arithmetic geometry.
منح تايلور جائزة وايتهيد من جمعية رياضيات لندن عام 1982، واشترك بجائزة آدامز عام 1983. تم ترشيحه لزمالة الجمعية الملكية عام 1996. تم منح تايلور لقب فارس في 2009.

## وصلات خارجية
- صفحة مارتن تايلور الشخصية